# Command HQ
Command HQ est un jeu vidéo de stratégie en temps réel développé par Ozark Softscape et publié sur PC et Macintosh par Microplay Software en 1990. Le jeu simule une série de conflits à l’échelle du globe, par exemple la Première Guerre mondiale, et se déroule sur une carte du monde.  Le nombre de capitales contrôlées par le joueur détermine ses revenus qui lui permettent  de construire une armée pour conquérir de nouvelles capitales, la partie étant terminée lorsque toutes les capitales du monde ont été capturées par un des deux camps. Quatre scénarios différents sont proposés : La Première Guerre mondiale, la Seconde Guerre mondiale, un conflit global en 1986 et un conflit futuriste en 2023,.
Le jeu a notamment été élu meilleurs wargame de l’année par le magazine Computer Gaming World.

## Accueil
| Command HQ      |      |       |
| Média           | Nat. | Notes |
| Dragon Magazine | US   | 0/5   |
| Gen4            | FR   | 71 %  |
| Joystick        | FR   | 75 %  |